# 67
Cette page concerne l'année 67  du calendrier julien. Pour l'année 67 av. J.-C., voir 67 av. J.-C. Pour le nombre 67, voir 67 (nombre).
L'année 67 est une année commune qui commence un jeudi.

## Événements
- Avril-juin : Néron, en voyage en Grèce, se produit aux Jeux olympiques et Pythiques ; il remporte toutes les compétitions[1].
- 11 mai-1er juillet, Première Guerre judéo-romaine : le général Flavius Vespasien, envoyé par Néron en Judée avec trois légions, prend Yotpata[2] en Galilée après 47 jours de siège. L’historien Flavius Josèphe, général des rebelles en Galilée, est capturé par les Romains[3].
- 29 juin : martyre des apôtres Pierre et Paul (date traditionnelle). Début supposé du pontificat de Lin (fin en 76)[4].
- 27 juin : onze mille Samaritains sont tués sur le Mont Garizim[3].
- Juin-septembre : Néron visite et donne des représentations à Némée, Argos et Lerna[1].
- 1er juillet : la Sardaigne devient province impériale romaine[5].
- 8 septembre : Vespasien après avoir fait la jonction avec Hérode Agrippa II et pris Tibériade, s’empare de Tarichée.
- Fin septembre : Néron inaugure les travaux de percement du canal de Corinthe[1] (abandonné après sa mort et réalisé en 1893).
- 23 octobre : Vespasien prend Gamala, pendant que son lieutenant Placide s'empare du mont Thabor. À la fin de l’année, le nord de la Palestine et la région côtière au sud de Jaffa sont soumis. Jean de Gischala parvient à s'enfuir et se réfugie à Jérusalem, où il prend le pouvoir avec les Zélotes durant l'hiver[3].
- 28 novembre : émancipation de l'Achaïe en tant que province[1]. Néron accorde aux Grecs une exemption d’impôts.
- Décembre : retour de Néron à Rome[1].

- Néron, jaloux du succès de Corbulon en Arménie donne l’ordre de le mettre à mort. Arrivé à Corinthe auprès de l’empereur, Corbulon se perce lui-même de son épée[3].

## Naissances en 67
- Myeongnim Dap-bu, Guksang du Goguryeo.
- Publius Juventius Celsus

## Décès en 67
- 29 juin : 
  - Paul de Tarse (date traditionnelle).
  - Pierre, apôtre (date traditionnelle).
- Cnaeus Domitius Corbulo, général romain.
- Gaius Cestius Gallus
- Publius Rufus Anteius
- Lucius Domitius Paris
- Publius Sulpicius Scribonius